# The Division Bell Tour
The Division Bell Tour bylo koncertní turné anglické progresivně rockové skupiny Pink Floyd k jejich albu The Division Bell z roku 1994. Jedná se o poslední turné této skupiny. Jedná se o jediné turné této skupiny, kdy zavítala i do České republiky.

## Sestava

### Pink Floyd
- David Gilmour – kytara, zpěv, lap steel kytara
- Rick Wright – klávesy, zpěv, doprovodný zpěv
- Nick Mason – bicí, perkuse

### Doprovodní hudebníci
- Jon Carin – klávesy, doprovodný zpěv
- Guy Pratt – baskytara, doprovodný zpěv
- Gary Wallis – perkuse
- Tim Renwick – kytara, doprovodný zpěv
- Dick Parry – saxofon
- Sam Brown – doprovodný zpěv
- Claudia Fontaine – doprovodný zpěv
- Durga McBroom – doprovodný zpěv

## Koncerty
| Datum             | Město                       | Země            | Místo                               |
| Severní Amerika   | Severní Amerika             | Severní Amerika | Severní Amerika                     |
| ----------------- | --------------------------- | --------------- | ----------------------------------- |
| 30. březen 1994   | Miami Gardens, Florida      | USA             | Joe Robbie Stadium                  |
| 3. duben 1994     | San Antonio, Texas          | USA             | Alamodome                           |
| 5. duben 1994     | Houston, Texas              | USA             | Rice Stadium                        |
| 9. duben 1994     | Mexico City                 | Mexiko          | Autódromo Hermanos Rodríguez        |
| 10. duben 1994    | Mexico City                 | Mexiko          | Autódromo Hermanos Rodríguez        |
| 14. duben 1994    | San Diego, Kalifornie       | USA             | Jack Murphy Stadium                 |
| 16. duben 1994    | Pasadena, Kalifornie        | USA             | Rose Bowl                           |
| 17. duben 1994    | Pasadena, Kalifornie        | USA             | Rose Bowl                           |
| 20. duben 1994    | Oakland, Kalifornie         | USA             | Oakland-Alameda County Coliseum     |
| 21. duben 1994    | Oakland, Kalifornie         | USA             | Oakland-Alameda County Coliseum     |
| 22. duben 1994    | Oakland, Kalifornie         | USA             | Oakland-Alameda County Coliseum     |
| 24. duben 1994    | Tempe, Arizona              | USA             | Sun Devil Stadium                   |
| 26. duben 1994    | El Paso, Texas              | USA             | Sun Bowl Stadium                    |
| 28. duben 1994    | Irving, Texas               | USA             | Texas Stadium                       |
| 29. duben 1994    | Irving, Texas               | USA             | Texas Stadium                       |
| 1. květen 1994    | Birmingham, Alabama         | USA             | Legion Field                        |
| 3. květen 1994    | Atlanta, Georgie            | USA             | Bobby Dodd Stadium                  |
| 4. květen 1994    | Atlanta, Georgie            | USA             | Bobby Dodd Stadium                  |
| 6. květen 1994    | Tampa, Florida              | USA             | Tampa Stadium                       |
| 8. květen 1994    | Nashville, Tennessee        | USA             | Vanderbilt Stadium                  |
| 10. květen 1994   | Raleigh, Severní Karolína   | USA             | Carter-Finley Stadium               |
| 12. květen 1994   | Clemson, Severní Karolína   | USA             | Memorial Stadium                    |
| 14. květen 1994   | New Orleans, Louisiana      | USA             | Louisiana Superdome                 |
| 18. květen 1994   | Foxborough, Massachusetts   | USA             | Foxboro Stadium                     |
| 19. květen 1994   | Foxborough, Massachusetts   | USA             | Foxboro Stadium                     |
| 20. květen 1994   | Foxborough, Massachusetts   | USA             | Foxboro Stadium                     |
| 22. květen 1994   | Montreal, Québec            | Kanada          | Olympic Stadium                     |
| 23. květen 1994   | Montreal, Québec            | Kanada          | Olympic Stadium                     |
| 24. květen 1994   | Montreal, Québec            | Kanada          | Olympic Stadium                     |
| 26. květen 1994   | Cleveland, Ohio             | USA             | Cleveland Stadium                   |
| 27. květen 1994   | Cleveland, Ohio             | USA             | Cleveland Stadium                   |
| 29. květen 1994   | Columbus, Ohio              | USA             | Ohio Stadium                        |
| 31. květen 1994   | Pittsburgh, Pensylvánie     | USA             | Three Rivers Stadium                |
| 2. červen 1994    | Filadelfie, Pensylvánie     | USA             | Veterans Stadium                    |
| 3. červen 1994    | Filadelfie, Pensylvánie     | USA             | Veterans Stadium                    |
| 4. červen 1994    | Filadelfie, Pensylvánie     | USA             | Veterans Stadium                    |
| 6. červen 1994    | Syracuse, New York          | USA             | Carrier Dome                        |
| 10. červen 1994   | Bronx, New York             | USA             | Yankee Stadium                      |
| 11. červen 1994   | Bronx, New York             | USA             | Yankee Stadium                      |
| 14. červen 1994   | Indianapolis, Indiana       | USA             | RCA Dome                            |
| 16. červen 1994   | Ames, Iowa                  | USA             | Cyclone Stadium                     |
| 18. červen 1994   | Denver, Colorado            | USA             | Mile High Stadium                   |
| 20. červen 1994   | Kansas City, Missouri       | USA             | Arrowhead Stadium                   |
| 22. červen 1994   | Minneapolis, Minnesota      | USA             | Hubert H. Humphrey Metrodome        |
| 25. červen 1994   | Vancouver, Britská Kolumbie | Kanada          | BC Place Stadium                    |
| 26. červen 1994   | Vancouver, Britská Kolumbie | Kanada          | BC Place Stadium                    |
| 28. červen 1994   | Edmonton, Alberta           | Kanada          | Commonwealth Stadium                |
| 1. červenec 1994  | Winnipeg, Manitoba          | Kanada          | Winnipeg Stadium                    |
| 3. červenec 1994  | Madison, Wisconsin          | USA             | Camp Randall Stadium                |
| 5. červenec 1994  | Toronto, Ontario            | Kanada          | Exhibition Stadium                  |
| 6. červenec 1994  | Toronto, Ontario            | Kanada          | Exhibition Stadium                  |
| 7. červenec 1994  | Toronto, Ontario            | Kanada          | Exhibition Stadium                  |
| 9. červenec 1994  | Washington, D.C.            | USA             | RFK Stadium                         |
| 10. červenec 1994 | Washington, D.C.            | USA             | RFK Stadium                         |
| 12. červenec 1994 | Chicago, Illinois           | USA             | Soldier Field                       |
| 14. červenec 1994 | Pontiac, Michigan           | USA             | Pontiac Silverdome                  |
| 15. červenec 1994 | Pontiac, Michigan           | USA             | Pontiac Silverdome                  |
| 17. červenec 1994 | East Rutherford, New Jersey | USA             | Giants Stadium                      |
| 18. červenec 1994 | East Rutherford, New Jersey | USA             | Giants Stadium                      |
| Evropa            |                             |                 |                                     |
| 22. červenec 1994 | Lisabon                     | Portugalsko     | Estádio José Alvalade               |
| 23. červenec 1994 | Lisabon                     | Portugalsko     | Estádio José Alvalade               |
| 25. červenec 1994 | San Sebastián               | Španělsko       | Velodrome de Anoeta                 |
| 27. červenec 1994 | Barcelona                   | Španělsko       | Estadi Olímpic Lluís Companys       |
| 30. červenec 1994 | Chantilly                   | Francie         | Chateau de Chantilly                |
| 31. červenec 1994 | Chantilly                   | Francie         | Chateau de Chantilly                |
| 2. srpen 1994     | Kolín nad Rýnem             | Německo         | Mungersdorfer Stadion               |
| 4. srpen 1994     | Mnichov                     | Německo         | Olympic Stadium                     |
| 6. srpen 1994     | Basilej                     | Švýcarsko       | Fussballstadion St. Jakob           |
| 7. srpen 1994     | Basilej                     | Švýcarsko       | Fussballstadion St. Jakob           |
| 9. srpen 1994     | Montpellier                 | Francie         | Amphitheatre du Chateau de Grammont |
| 11. srpen 1994    | Bordeaux                    | Francie         | Esplanade des Quinconces            |
| 13. srpen 1994    | Hockenheim                  | Německo         | Hockenheimring                      |
| 16. srpen 1994    | Hannover                    | Německo         | Niedersachsenstadion                |
| 17. srpen 1994    | Hannover                    | Německo         | Niedersachsenstadion                |
| 19. srpen 1994    | Vídeň                       | Rakousko        | Wiener Neustadt - Flugfeld          |
| 21. srpen 1994    | Berlín                      | Německo         | Olympic Stadium                     |
| 23. srpen 1994    | Gelsenkirchen               | Německo         | Parkstadion                         |
| 25. srpen 1994    | Kodaň                       | Dánsko          | Parken Stadium                      |
| 27. srpen 1994    | Göteborg                    | Švédsko         | Ullevi                              |
| 29. srpen 1994    | Oslo                        | Norsko          | Valle Hovin Stadion                 |
| 30. srpen 1994    | Oslo                        | Norsko          | Valle Hovin Stadion                 |
| 2. září 1994      | Werchter                    | Belgie          | Festivalweise                       |
| 3. září 1994      | Rotterdam                   | Nizozemsko      | Stadion Feijenoord                  |
| 4. září 1994      | Rotterdam                   | Nizozemsko      | Stadion Feijenoord                  |
| 5. září 1994      | Rotterdam                   | Nizozemsko      | Stadion Feijenoord                  |
| 7. září 1994      | Praha                       | Česko           | Strahovský stadion                  |
| 9. září 1994      | Strasbourg                  | Francie         | Stade de la Meinau                  |
| 11. září 1994     | Lyon                        | Francie         | Stade de Gerland                    |
| 13. září 1994     | Turín                       | Itálie          | Stadio delle Alpi                   |
| 15. září 1994     | Udine                       | Itálie          | Stadio Friuli                       |
| 17. září 1994     | Modena                      | Itálie          | Festa Nazionale dell Unita          |
| 19. září 1994     | Řím                         | Itálie          | Cinecittà                           |
| 20. září 1994     | Řím                         | Itálie          | Cinecittà                           |
| 21. září 1994     | Řím                         | Itálie          | Cinecittà                           |
| 23. září 1994     | Lyon                        | Francie         | Stade de Gerland                    |
| 25. září 1994     | Lausanne                    | Švýcarsko       | Stade Olympique de la Pontaise      |
| 13. říjen 1994    | Londýn                      | Anglie          | Earls Court Exhibition Centre       |
| 14. říjen 1994    | Londýn                      | Anglie          | Earls Court Exhibition Centre       |
| 15. říjen 1994    | Londýn                      | Anglie          | Earls Court Exhibition Centre       |
| 16. říjen 1994    | Londýn                      | Anglie          | Earls Court Exhibition Centre       |
| 17. říjen 1994    | Londýn                      | Anglie          | Earls Court Exhibition Centre       |
| 19. říjen 1994    | Londýn                      | Anglie          | Earls Court Exhibition Centre       |
| 20. říjen 1994    | Londýn                      | Anglie          | Earls Court Exhibition Centre       |
| 21. říjen 1994    | Londýn                      | Anglie          | Earls Court Exhibition Centre       |
| 22. říjen 1994    | Londýn                      | Anglie          | Earls Court Exhibition Centre       |
| 23. říjen 1994    | Londýn                      | Anglie          | Earls Court Exhibition Centre       |
| 26. říjen 1994    | Londýn                      | Anglie          | Earls Court Exhibition Centre       |
| 27. říjen 1994    | Londýn                      | Anglie          | Earls Court Exhibition Centre       |
| 28. říjen 1994    | Londýn                      | Anglie          | Earls Court Exhibition Centre       |
| 29. říjen 1994    | Londýn                      | Anglie          | Earls Court Exhibition Centre       |